# Halsbach
Halsbach est une commune de Bavière (Allemagne) de 901 habitants, située dans l'arrondissement d'Altötting.